# Jari-Matti Latvala
Jari-Matti Latvala (3 de abril de 1985, Töysä) es un piloto finlandés de rally retirado que actualmente se desempeña como director del Toyota Gazoo Racing WRT. 
Latvala ha sido subcampeón en 2010, 2014 y 2015 ha logrado dieciocho victorias y cincuenta y siete podios en 165 participaciones. Fue piloto de Stobart Ford en 2006 y 2007, de Ford World Rally Team desde 2008 hasta 2012 y desde 2013 a 2016 compitió con Volkswagen.
Debutó en el campeonato del mundo en 2002 y obtuvo su primera victoria en el Rally de Suecia de 2008 con veintidós años convirtiéndose en el piloto más joven de la historia del certamen en lograrlo, superando a su compatriota Henri Toivonen que ostentaba la marca desde 1980.

## Biografía

### Inicios
Su padre Jari Latvala también piloto de rally fue campeón de Finlandia de grupo N en 1994. Jari-Matti condujo coches desde pequeño y con seis años debutó en la disciplina de karting, el 20 de septiembre de 1992 en Vaasa. Compitió en esta categoría hasta el verano del año 2000. Con ocho años su padre le regaló un Ford Escort. Más tarde su padre adquirió un Sunbeam Avenger que Latvala probó hasta que lo cambió por un Opel Ascona con motor dos litros ya con diez años y con el que practicó en un lago helado cerca de su casa. Con doce años su padre adquirió un Ford Escort RS 2000 de grupo F con el que compitió mientras que su hijo practicó tanto en hielo como en caminos de tierra. Tras el Ford compraron un Opel Astra que prepararon para rally y que cambiarían por un Mitsubishi Lancer. El padre de Latvala compitió con este coche en el Rally Safari de 2001 logrando la undécima posición. En el año 2000 sustituyó el Escort por Toyota Corolla 1600 GT que modificó sustituyéndole el motor por una de 1600 cc para adaptarlo a la categoría de rallysprints con el que su hijo, Jari-Matti, debutó el 5 de mayo de 2001. Compitió en esta categoría hasta marzo de 2002.

### 2002-2005

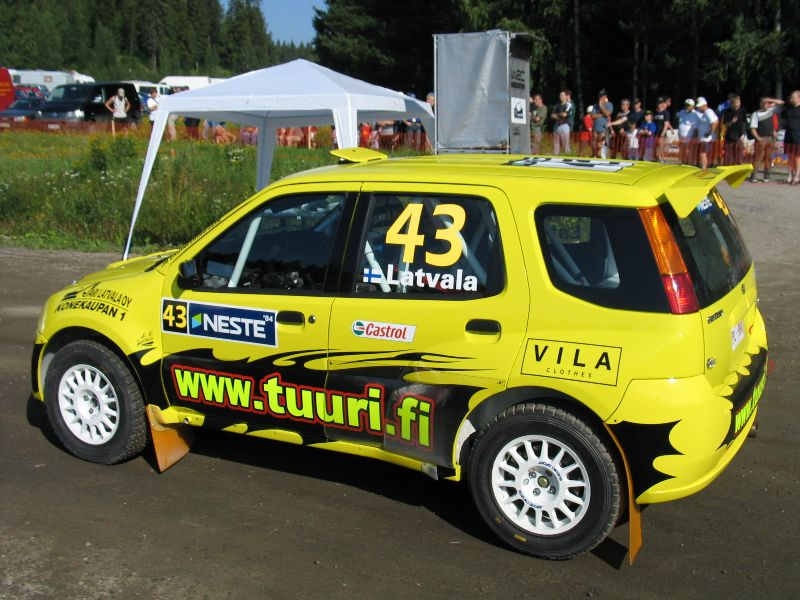
Durante la temporada 2004, Latvala empleó diferentes automóviles. En la imagen, el Suzuki Ignis S1600 con el que participó en el Rally de Finlandia.

E5 5 de junio de 2002 Latvala se sacó el carné de conducir en Gran Bretaña donde comenzó a competir en rally y teniendo a Pentti Airikkala de apoyo y profesor. Su debut fue con un Renault Clio de grupo N en el Autospares Sutton Auto Factors Dukeries Rally, aunque tanto esa como las siguientes tres carreras no logró terminarlas por diferentes problemas mecánicos. El Clio lo sustituyó por un Citroën Saxo y más tarde dispuso de un Mitsubishi Lancer Evo VI con el que lograría su primera victoria en elTempest Clubman Stages. Posteriormente fue segundo en el Dee Jays Cambrian Rally y el 14 de noviembre de ese año debutó en una prueba del Campeonato del Mundo de Rally, el Rally de Gran Bretaña donde terminó en la decimoséptima posición. En 2003 disputó dos pruebas con un Toyota Corolla WRC logrando la victoria en ambas. La primera de ellas en Estonia y por primera vez con Miikka Anttila de copiloto. Durante todo el año compitió tanto en Gran Bretaña como en pruebas de Italia, donde obtuvo la Copa Subaru Impreza y disputó cuatro rallies del campeonato del mundo: Acrópolis, Alemania, Finlandia y Gran Bretaña. Además del Corolla, utilizó un Subaru Impreza WRX STi y el Ford Focus RS WRC, principalmente en el mundial, tanto en la versión WRC 01 como WRC 02. En las pruebas del campeonato británico logró una victoria en el South of England Tempest Rally y un podio en el Trackrod Rally Yorkshire y el RSAC Scottish Rally. En el campeonato del mundo no sumó ningún punto, aunque fue décimo en Gran Bretaña y Grecia. En 2004 disputó once pruebas del campeonato del mundo y participó dentro del Campeonato Mundial de Rally Junior y con diversos automóviles. Un Ford Puma S1600 en Montecarlo donde tuvo un accidente, un Subaru Impreza WRX STi en Suecia, Alemania y Córcega, un Ford Fiesta S1600 en Grecia y Turquía, un Suzuki Ignis S1600 en Finlandia, Gran Bretaña, Cerdeña y Cataluña, y un Mitsubishi Lancer Evo VIII en Australia. Abandonó en siete pruebas y su mejor resultado fue un vigésimo primer puesto en Córcega. En la categoría junior fue cuarto en Gran Bretaña y noveno en España lo que le permitió ser décimo tercero en la clasificación final. Fuera del mundial corrió de nuevo en Italia, logrando un quinto puesto en el Rally dell'Adriatico como mejor resultado. Al año siguiente dispuso de un Toyota Corolla WRC que fue preparado por Didier Auriol para competir en el Rally de Finlandia de 1999, posteriormente adquirido por Anthony Warmbold y utilizado por Juuso Pykälistö durante 2004 en el campeonato finlandés. Latvala lo utilizó para participar en el Rally de Suecia y en varias pruebas del campeonato de su país durante el verano. En el mundial también corrió seis rallies con el Subaru Impreza WRX STi y con el Ford Focus RS WRC en Gran Bretaña. Sus mejores resultados fueron una victoria en el Vanajanlinna Ralli y tres podios, en el SM Waltikka Ralli, International Pirelli Rally y el Prealpi Master Show. En 2005 compaginó la competición otras tareas. Se graduó el 4 de junio en la escuela de secundaria de Kuortane y desde el 3 de octubre al 29 de septiembre de 2006 realizó el servicio militar en una unidad orientada a los deportes.

### 2006

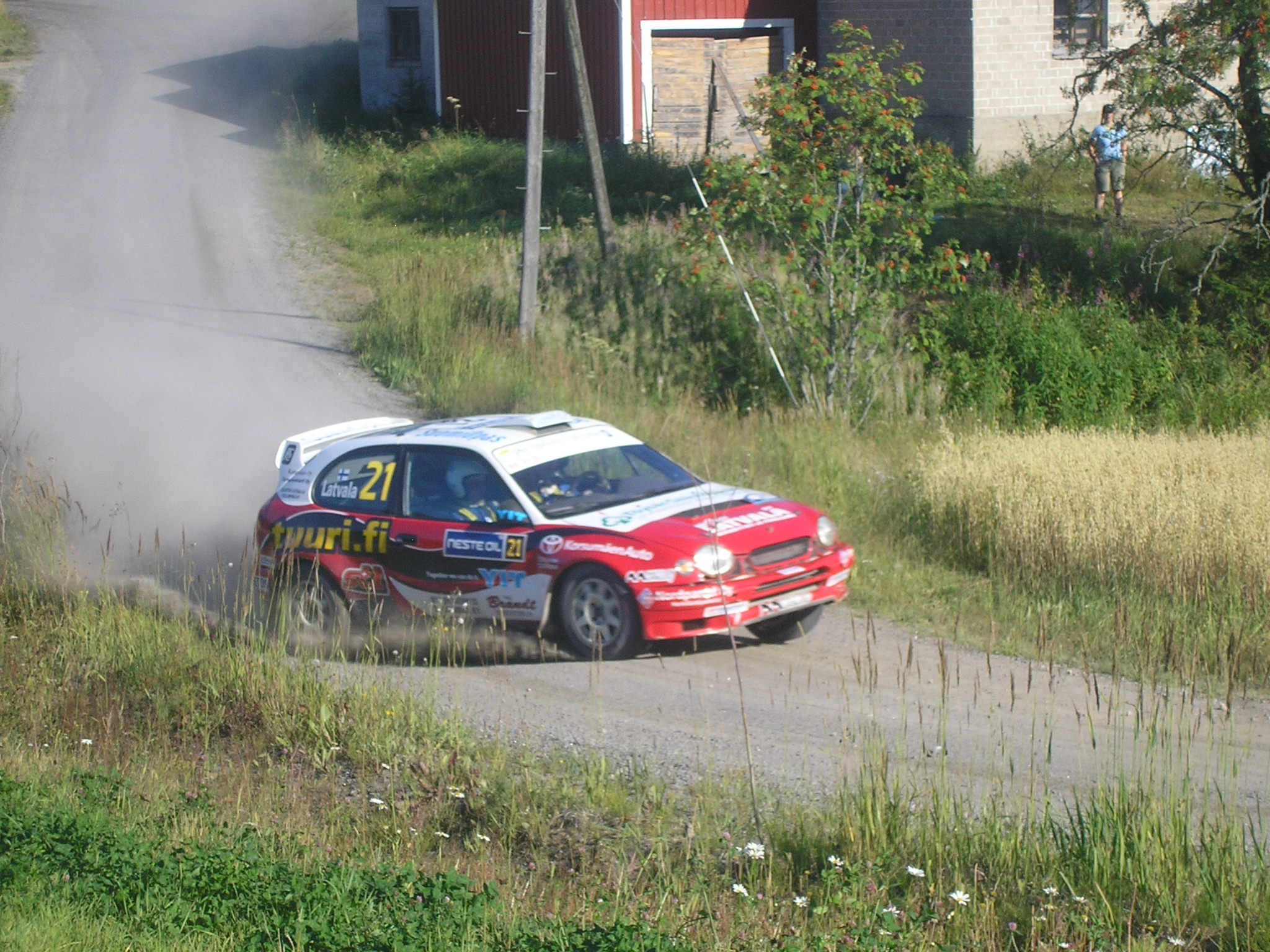
Latvala disputó diferentes pruebas con un Toyota Corolla WRC entre 2002 y 2007 logrando varias victorias y el subcampeonato de Finlandia en 2006.

En la temporada 2006 compaginó un programa de once pruebas en el mundial, donde además participó en el Campeonato de Producción, y seis del Campeonato de Finlandia. Latvala mejoró el diferencial delantero del Toyota Corolla WRC con el que logró dos victorias y dos segundos puestos en su país y terminó segundo en el certamen por detrás de su compatriota Sebastian Lindholm. En el mundial dispuso de un Subaru Impreza WRX STi construido por Tommi Mäkinen Racing de 280 cv con el que disputó seis pruebas logrando como mejores resultados un sexto puesto en Australia y un octavo en Nueva Zelanda donde consiguió sumar sus primeros puntos en el mundial además de llevarse la victoria en la categoría PWRC. Antes de esto, en el mes de marzo, participó por primera vez con el equipo Stobart VK M-Sport Ford Rally Team con un Ford Focus RS WRC 04 donde corrió en el Rally Cataluña terminando en la decimosexta plaza y luego en Córcega, Alemania y finalmente en Gran Bretaña con un Ford Focus RS WRC 06 donde logró ser cuarto, su mejor posición hasta esa fecha en el mundial. Estos resultados le permitieron terminar décimo tercero en la clasificación final del campeonato con nueve puntos y además de un programa completo para 2007 con el equipo Stobart Ford.

### 2007: Stobard Ford

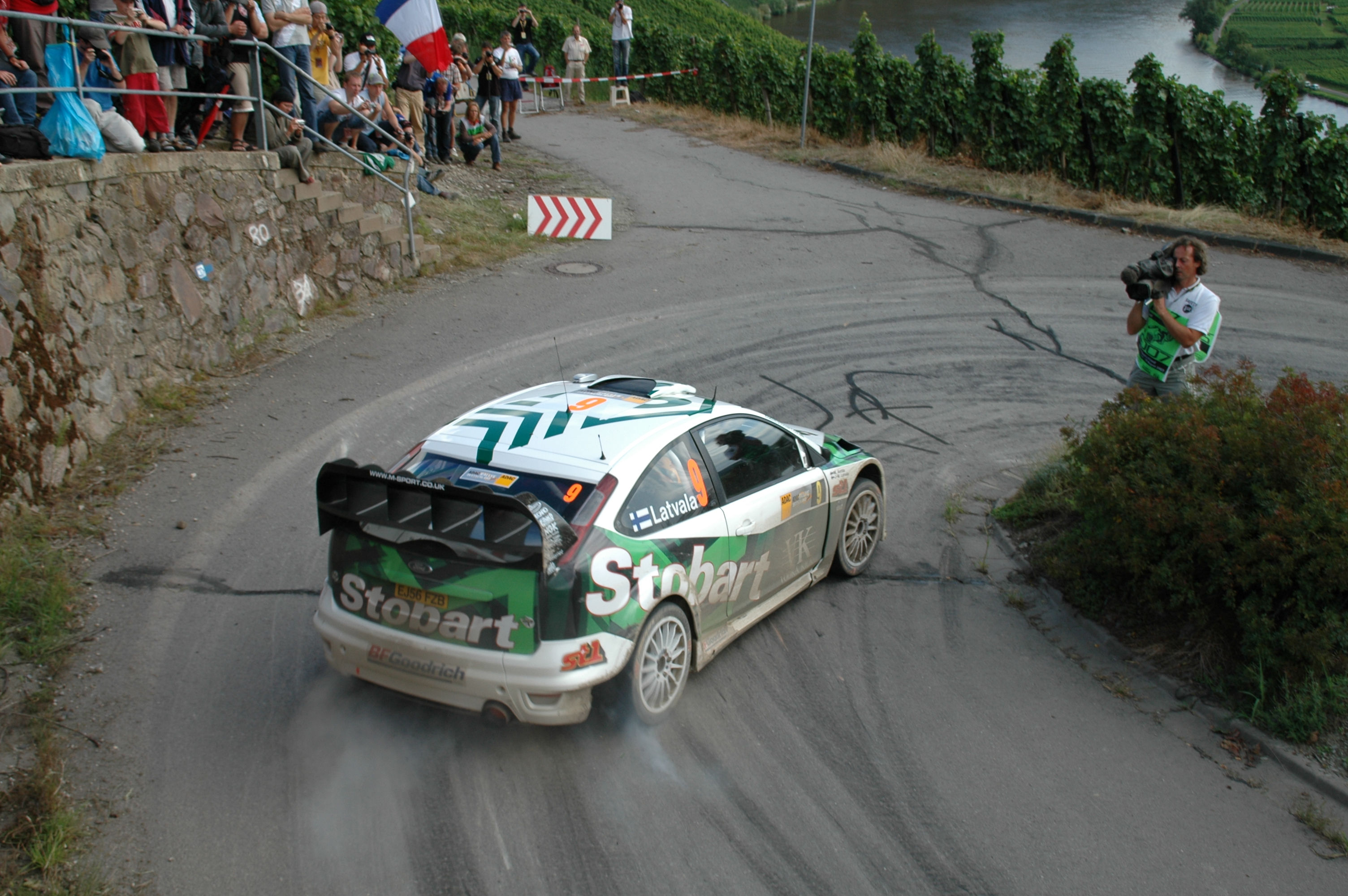
Latvala compitiendo en Alemania con el Ford Focus RS WRC06 en su primera temporada completa en el mundial con el equipo Stobard.

En 2007 disputó su primera temporada completa en el mundial. Sumó dos abandonos en las dos primeras citas, pero luego fue quinto en Noruega —donde marcó su primer scratch—, séptimo en México, octavo en Portugal y cuarto en Argentina igualando su mejor resultado logrado en 2006. Luego fue noveno en Cerdeña, duodécimo en Grecia y abandonó en Finlandia por accidente por lo que no sumó puntos en las tres pruebas. En Alemania fue octavo, quinto en Nueva Zelanda, séptimo en Cataluña y en Córcega estuvo de nuevo cerca del podio, al terminar cuarto. A falta de tres pruebas Latvala era octavo con veinticuatro puntos. En Japón terminó en la vigésimo sexta plaza y en Irlanda, la penúltima cita, terminó tercero por detrás de los pilotos de Citroën Sébastien Loeb y Dani Sordo. En la última prueba, Gran Bretaña, fue décimo y no sumó ningún punto, pero terminó octavo en la clasificación final del campeonato de pilotos.

### 2008: Ford WRT
En 2008 fichó por el Ford World Rally Team, convirtiéndose por primera vez en piloto oficial y teniendo a su compatriota Mikko Hirvonen como compañero de equipo. En la primera prueba, Montecarlo fue duodécimo, sin embargo, en la siguiente cita, Suecia consiguió su primera victoria en el campeonato del mundo, convirtiéndose además en el piloto más joven en lograrlo. En México fue tercero y sumó otro podio, aunque luego en Argentina se quedó lejos de los puntos al terminar décimo quinto. En Jordania fue séptimo y en Cerdeña de nuevo tercero para repetir en Grecia otra vez la séptima plaza. En Turquía terminó segundo por detrás de su compañero Hirvonen por tan sólo ocho segundos. En las tres siguientes carreras Latvala no sumó ningún punto, Finlandia, Alemania y Nueva Zelanda, por lo que en las citas de asfalto, Cataluña y Córcega, compitió con el segundo equipo de la marca, el Stobard Ford WRT sustituido por François Duval. A pesar de ello fue sexto y cuarto por lo que regresó de nuevo al primer equipo, sumando dos segundos puestos en Japón en Gran Bretaña terminando el año cuarto en la clasificación final.

### 2009
Para 2009, después de la toma de contacto con las exigencias de un equipo oficial, Latvala encara su segundo año en Ford con otra vez el objetivo del título de marcas y, si se dan las circunstancias, el de pilotos. En Portugal, Latvala y su navegante Miika Anttila tuvieron suerte al salir ilesos del peor accidente de la carrera profesional de Latvala en rallies, al salirse de la ruta y volcar 17 veces al caer por un precipicio de 150 m. En el Rally de Cerdeña logra su segunda victoria en el mundial y finaliza de nuevo cuarto en la clasificación final.

### 2010

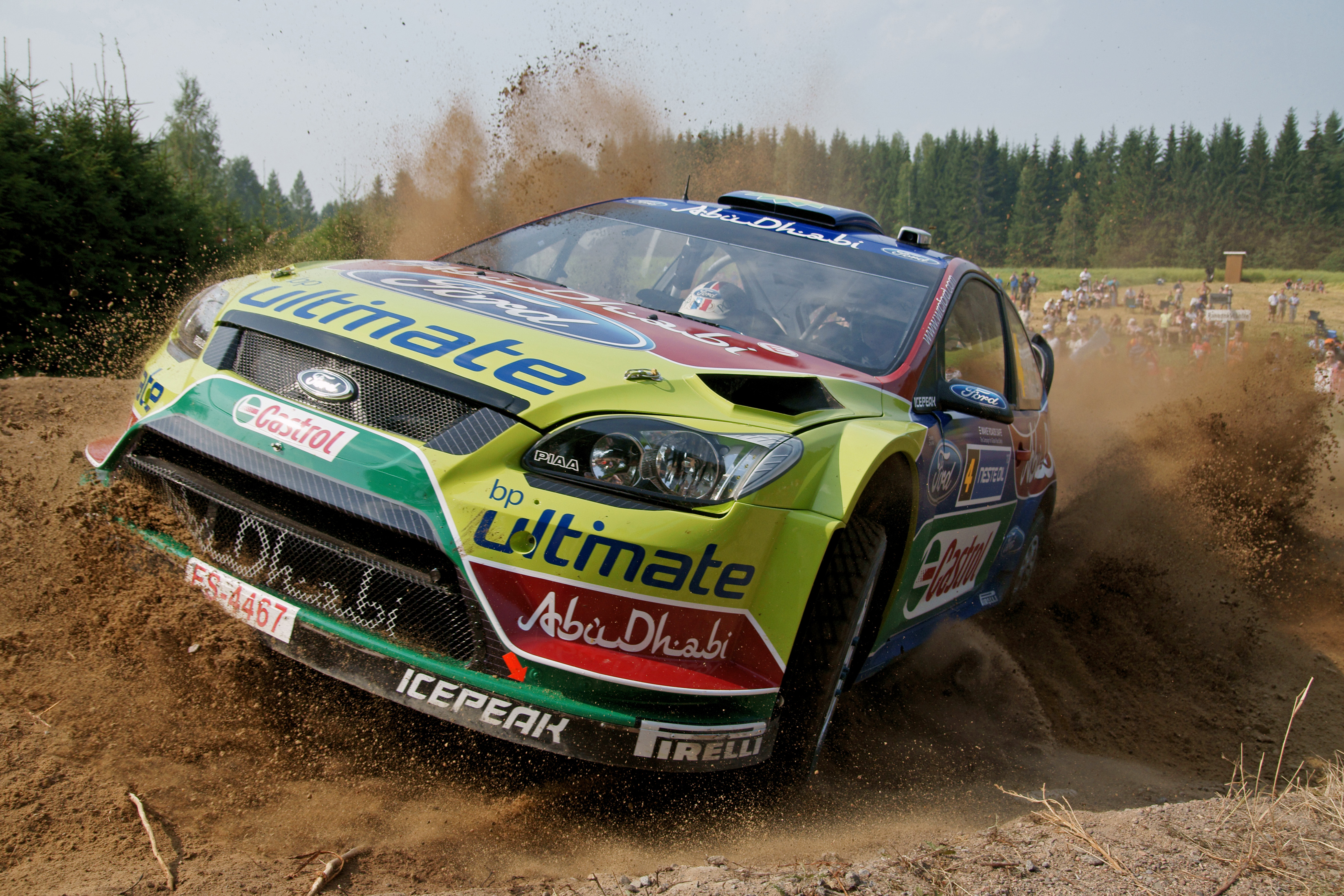
Jari-Matti Latvala, conduciendo un Ford Focus RS WRC en el año 2010.

La temporada 2010 fue la mejor temporada de Latvala en su carrera. Logra dos victorias, en Nueva Zelanda y Finlandia y finaliza segundo en el mundial y por primera vez, por delante de su compañero de equipo, Hirvonen.

### 2011
En 2011 consigue una victoria y se sube siete veces más al podio. En el Rally de España, cede el segundo puesto a su compañero, penalizando en el último tramo del rally, para dejarle con opciones al título en Gran Bretaña.
Finalizada la temporada, Latvala participó en la última prueba del Campeonato de Francia de Rally, el Rally du Var, donde consiguió la victoria, siendo la primera que logra sobre asfalto en toda su carrera.

### 2012
La temporada 2012 comenzó en el Rally de Montecarlo, y tras marcar un scratch en el segundo tramo, sufrió un vuelco en el cuarto tramo que lo dejó fuera de carrera.
La siguiente prueba fue en Suecia, donde logró la victoria, muy peleada con Hirvonen, que tan solo pudo aventajarle 16 segundos debido a un pinchazo en el tramo 18.
A mediados de abril Latavala sufrió un accidente mientras practicaba esquí de fondo que le provocó una rotura de la clavícula por lo que fue baja para el Rally de Argentina.

### 2013: Volkswagen
En el mes de octubre y días después de que Ford confirmara la no continuación en el campeonato del mundo, el piloto finés anunció su fichaje por Volkswagen con un contrato inicial de dos años. Latvala logró la victoria en el Acrópolis, el segundo puesto en España, y cuatro terceros lugares. Por tanto, se ubicó tercero en el campeonato, por detrás de Sébastien Ogier y Thierry Neuville.

### 2014
En su segunda temporada con Volkswagen, Latvala comenzó logrando un quinto puesto en Montecarlo, —su mejor resultado en la prueba hasta esa fecha— y posteriormente se hizo con la victoria en el Rally de Suecia, la tercera en la prueba, por delante de su compañero de equipo, Andreas Mikkelsen, lo que le permitió colocarse líder del mundial por primera vez en su carrera con cinco puntos de ventaja sobre Sébastien Ogier.
Más tarde, Latvala triunfó en Argentina, Finlandia y Francia, llegó segundo en Polonia y Francia, tercero en Italia y quinto en Polonia. No obstante, Ogier logró ocho victorias, lo que significó que el finlandés resultara subcampeón.

### 2015
Latvala continuó al volante del Volkswagen Polo WRC número 2 en el Campeonato Mundial 2015. Acumuló tres victorias, cuatro segundos puestos y un quinto en trece carreras, por lo que resultó nuevamente subcampeón de pilotos.

## Victorias

### Victorias en el WRC
| #  | Año  | Rally                             | Copiloto       | Automóvil             |
| -- | ---- | --------------------------------- | -------------- | --------------------- |
| 1  | 2008 | 57th Uddeholm Swedish Rally       | Miikka Anttila | Ford Focus RS WRC 07  |
| 2  | 2009 | 6º Rally d'Italia Sardegna        | Miikka Anttila | Ford Focus RS WRC 09  |
| 3  | 2010 | 40th Rally New Zealand            | Miikka Anttila | Ford Focus RS WRC 09  |
| 4  | 2010 | 60.º Rally Finland                | Miikka Anttila | Ford Focus RS WRC 09  |
| 5  | 2011 | Rally de Gran Bretaña             | Miikka Anttila | Ford Fiesta RS WRC    |
| 6  | 2012 | 60.º Swedish Rally                | Miikka Anttila | Ford Fiesta RS WRC    |
| 7  | 2012 | 68th Wales Rally of Great Britain | Miikka Anttila | Ford Fiesta RS WRC    |
| 8  | 2013 | 59th Acropolis Rally              | Miikka Anttila | Volkswagen Polo R WRC |
| 9  | 2014 | 62.º Swedish Rally                | Miikka Anttila | Volkswagen Polo R WRC |
| 10 | 2014 | 34.º XION Rally Argentina 2014    | Miikka Anttila | Volkswagen Polo R WRC |
| 11 | 2014 | 64. Neste Oil Rally Finland       | Miikka Anttila | Volkswagen Polo R WRC |
| 12 | 2014 | 5º Rallye de France - Alsace      | Miikka Anttila | Volkswagen Polo R WRC |
| 13 | 2015 | 49.º Vodafone Rally de Portugal   | Miikka Anttila | Volkswagen Polo R WRC |
| 14 | 2015 | 65. Neste Oil Rally Finland       | Miikka Anttila | Volkswagen Polo R WRC |
| 15 | 2015 | 58ème Tour de Corse               | Miikka Anttila | Volkswagen Polo R WRC |
| 16 | 2016 | 13º Rally Guanajuato México       | Miikka Anttila | Volkswagen Polo R WRC |
| 17 | 2017 | 65º Swedish Rally                 | Miikka Anttila | Toyota Yaris WRC      |
| 18 | 2018 | 27. Kennards Hire Rally Australia | Miikka Anttila | Toyota Yaris WRC      |

## Trayectoria

### Resultados en el Campeonato Mundial de Rally
| Año  | Equipo                   | Vehículo                   | 1       | 2       | 3       | 4       | 5       | 6       | 7       | 8       | 9       | 10      | 11      | 12      | 13      | 14     | 15     | 16      | Posic. | Puntos |
| ---- | ------------------------ | -------------------------- | ------- | ------- | ------- | ------- | ------- | ------- | ------- | ------- | ------- | ------- | ------- | ------- | ------- | ------ | ------ | ------- | ------ | ------ |
| 2002 | Jari-Matti Latvala       | Mitsubishi Lancer Evo VI   | GBR 17  |         |         |         |         |         |         |         |         |         |         |         |         |        |        |         | –      | 0      |
| 2003 | Ford Motor Co            | Ford Focus RS WRC 02       | GRE 10  | GER 17  | FIN 14  | GBR 10  |         |         |         |         |         |         |         |         |         |        |        |         | –      | 0      |
| 2004 | Jari-Matti Latvala       | Ford Puma S1600            | MON Ret |         |         |         |         |         |         |         |         |         |         |         |         |        |        |         | –      | 0      |
| 2004 | Jari-Matti Latvala       | Subaru Impreza WRX STI     |         | SWE Ret |         |         |         |         |         |         |         | GER 27  |         |         |         | FRA 21 |        |         | –      | 0      |
| 2004 | Jari-Matti Latvala       | Ford Fiesta S1600          |         |         |         |         |         | GRE Ret | TUR Ret |         |         |         |         |         |         |        |        |         | –      | 0      |
| 2004 | Jari-Matti Latvala       | Suzuki Ignis S1600         |         |         |         |         |         |         |         |         | FIN Ret |         |         | GBR 23  | ITA Ret |        | ESP 29 |         | –      | 0      |
| 2004 | Jari-Matti Latvala       | Mitsubishi Lancer Evo VIII |         |         |         |         |         |         |         |         |         |         |         |         |         |        |        | AUS Ret | –      | 0      |
| 2005 | Jari-Matti Latvala       | Toyota Corolla WRC         |         | SWE 16  |         |         |         |         |         |         |         | FIN Ret |         |         |         |        |        |         | –      | 0      |
| 2005 | Jari-Matti Latvala       | Subaru Impreza WRX STI     |         |         |         | NZL Ret | ITA 16  |         |         |         | ARG Ret |         | GER 21  |         |         | FRA 16 | ESP 19 |         | –      | 0      |
| 2005 | Jari-Matti Latvala       | Ford Focus RS WRC          |         |         |         |         |         |         |         |         |         |         |         | GBR Ret |         |        |        |         | –      | 0      |
| 2006 | Jari-Matti Latvala       | Subaru Impreza WRX STI     | MON 41  |         | MEX 25  |         |         |         |         | GRE 22  |         |         | JPN 69  |         |         | AUS 6  | NZL 8  |         | 13º    | 9      |
| 2006 | Jari-Matti Latvala       | Toyota Corolla WRC         |         |         |         |         |         |         |         |         |         | FIN 17  |         |         |         |        |        |         | 13º    | 9      |
| 2006 | M-Sport World Rally Team | Ford Focus RS WRC 04       |         |         |         | ESP 16  | FRA Ret |         |         |         | GER 34  |         |         |         |         |        |        |         | 13º    | 9      |
| 2006 | M-Sport World Rally Team | Ford Focus RS WRC 06       |         |         |         |         |         |         |         |         |         |         |         |         |         |        |        | GBR 4   | 13º    | 9      |
| 2007 | M-Sport World Rally Team | Ford Focus RS WRC 06       | MON Ret | SWE Ret | NOR 5   | MEX 7   | POR 8   | ARG 4   | ITA 9   | GRE 12  | FIN Ret | GER 8   | NZL 5   | ESP 7   | FRA 4   | JPN 25 | IRE 3  | GBR 10  | 8º     | 30     |
| 2008 | Ford World Rally Team    | Ford Focus RS WRC 07       | MON 12  | SWE 1   | MEX 3   | ARG 15  | JOR 7   | ITA 3   | GRE 7   | TUR 2   | FIN 38  |         |         |         |         |        |        |         | 4º     | 58     |
| 2008 | Ford World Rally Team    | Ford Focus RS WRC 08       |         |         |         |         |         |         |         |         |         | GER 9   | NZL Ret |         |         | JPN 2  | GBR 2  |         | 4º     | 58     |
| 2008 | M-Sport World Rally Team | Ford Focus RS WRC 07       |         |         |         |         |         |         |         |         |         |         |         | ESP 6   | FRA 4   |        |        |         | 4º     | 58     |
| 2009 | Ford World Rally Team    | Ford Focus RS WRC 08       | IRE 14  | NOR 3   | CYP 12  | POR Ret | ARG 6   |         |         |         |         |         |         |         |         |        |        |         | 4º     | 41     |
| 2009 | Ford World Rally Team    | Ford Focus RS WRC 09       |         |         |         |         |         | ITA 1   | GRE 3   | POL Ret | FIN 3   | AUS 4   | ESP 6   | GBR 7   |         |        |        |         | 4º     | 41     |
| 2010 | Ford World Rally Team    | Ford Focus RS WRC 09       | SWE 3   | MEX 5   | JOR 2   | TUR 8   | NZL 1   | POR Ret | BUL 6   | FIN 1   | GER 4   | JPN 3   | FRA 4   | ESP 4   | GBR 3   |        |        |         | 2º     | 171    |
| 2011 | Ford World Rally Team    | Ford Fiesta RS WRC         | SWE 3   | MEX 3   | POR 3   | JOR 2   | ITA 18  | ARG 7   | GRE 9   | FIN 2   | GER 14  | AUS 2   | FRA 4   | ESP 3   | GBR 1   |        |        |         | 4º     | 146    |
| 2012 | Ford World Rally Team    | Ford Fiesta RS WRC         | MON Ret | SWE 1   | MEX Ret | POR 13  | ARG Les | GRE 3   | NZL 7   | FIN 3   | GER 2   | GBR 1   | FRA 2   | ITA 12  | ESP 2   |        |        |         | 3º     | 154    |
| 2013 | Volkswagen Motorsport    | Volkswagen Polo R WRC      | MON Ret | SWE 4   | MEX 16  | POR 3   | ARG 3   | GRE 1   | ITA 3   | FIN 17  | GER 7   | AUS 4   | FRA 3   | ESP 2   | GBR 3   |        |        |         | 3º     | 145    |
| 2014 | Volkswagen Motorsport    | Volkswagen Polo R WRC      | MON 5   | SWE 1   | MEX 2   | POR 14  | ARG 1   | ITA 3   | POL 5   | FIN 1   | GER Ret | AUS 2   | FRA 1   | ESP 2   | GBR 8   |        |        |         | 2º     | 218    |
| 2015 | Volkswagen Motorsport    | Volkswagen Polo R WRC      | MON 2   | SWE Ret | MEX 15  | ARG Ret | POR 1   | ITA 6   | POL 5   | FIN 1   | GER 2   | AUS 2   | FRA 1   | ESP 2   | GBR 50  |        |        |         | 2º     | 183    |
| 2016 | Volkswagen Motorsport    | Volkswagen Polo R WRC      | MON Ret | SWE 26  | MEX 1   | ARG 16  | POR 6   | ITA 2   | POL 5   | FIN 2   | GER 48  | CHN C   | FRA 4   | ESP 14  | GBR 7   | AUS 9  |        |         | 6º     | 112    |
| 2017 | Toyota Gazoo Racing WRT  | Toyota Yaris WRC           | MON 2   | SWE 1   | MEX 6   | FRA 4   | ARG 5   | POR 9   | ITA 2   | POL 20  | FIN 21  | GER 7   | ESP Ret | GBR 5   | AUS Ret |        |        |         | 4º     | 136    |
| 2018 | Toyota Gazoo Racing WRT  | Toyota Yaris WRC           | MON 3   | SWE 7   | MEX 8   | FRA Ret | ARG Ret | POR 24  | ITA 7   | FIN 3   | GER Ret | TUR 2   | GBR 2   | ESP 8   | AUS 1   |        |        |         | 4º     | 128    |
| 2019 | Toyota Gazoo Racing WRT  | Toyota Yaris WRC           | MON 5   | SWE 21  | MEX 8   | FRA 10  | ARG 5   | CHI 11  | POR 7   | ITA 19  | FIN 3   | GER 3   | TUR 6   | GBR Ret | ESP 5   | AUS C  |        |         | 7º     | 94     |
| 2020 | Latvala Motorsport       | Toyota Yaris WRC           | MON     | SWE Ret | MEX     | EST     | TUR     | ITA     | MNZ     |         |         |         |         |         |         |        |        |         | –      | 0      |
| 2023 | Toyota Gazoo Racing WRT  | Toyota GR Yaris Rally1     | MON     | SWE     | MEX     | CRO     | POR     | ITA     | SAF     | EST     | FIN 5   | GRE     | CHL     | EUR     | JPN     |        |        |         | 16º    | 11     |
| 2024 | Toyota Gazoo Racing WRT  | Toyota GR Yaris Rally2     | MON     | SWE     | SAF     | CRO<    | POR     | ITA     | POL     | LAT     | FIN 6   | GRE     | CHL     | EUR     | JPN     |        |        |         | 17º    | 6      |

### Resultados en el Campeonato Mundial de Rally Junior
| Año  | Equipo             | Vehículo           | 1       | 2       | 3       | 4       | 5     | 6       | 7     | Posic. | Puntos |
| ---- | ------------------ | ------------------ | ------- | ------- | ------- | ------- | ----- | ------- | ----- | ------ | ------ |
| 2004 | Jari-Matti Latvala | Ford Puma S1600    | MON Ret |         |         |         |       |         |       | 13º    | 5      |
| 2004 | Jari-Matti Latvala | Ford Fiesta S1600  |         | GRE Ret | TUR Ret |         |       |         |       | 13º    | 5      |
| 2004 | Jari-Matti Latvala | Suzuki Ignis S1600 |         |         |         | FIN Ret | GBR 4 | CER Ret | ESP 9 | 13º    | 5      |

### Resultados en el Campeonato Mundial de Rally Automóviles de Producción
| Año  | Equipo             | Vehículo               | 1     | 2     | 3   | 4     | 5     | 6   | 7     | 8     | Posic. | Puntos |
| ---- | ------------------ | ---------------------- | ----- | ----- | --- | ----- | ----- | --- | ----- | ----- | ------ | ------ |
| 2006 | Jari-Matti Latvala | Subaru Impreza WRX STI | MON 5 | MEX 9 | ARG | GRE 6 | JPN 9 | CYP | AUS 1 | NZL 1 | 4º     | 27     |